# Atwell Sidwell Mopeli-Paulus
Atwell Sidwell Mopeli-Paulus (né en 1913 à Witwatersrand ou à Witsieshoek et mort en 1960) est un écrivain lésothien.
Il a écrit plusieurs poèmes en sesotho, réunis dans Ho tsamaea ke ho bona: lithothokiso (« Voyager, c'est observer » ; Morija, 1945), mais il est surtout connu pour ses romans Blanket Boy's Moon (Londres, 1953) et Turn to the Dark (Londres, 1956), écrits en anglais.

## Biographie
Atwell Sidwell Mopeli-Paulus a fait des études de médecine à l'université du Witwatersrand puis a servi comme médecin pendant la Seconde Guerre mondiale, où il a notamment écrit Mendi, un long poème sur les souffrances des centaines d'hommes enrôlés de force dans l'armée sud-africaine pour aller se battre en France.